# Rosudgeon
Rosudgeon – wieś w Anglii, w Kornwalii. Leży 9 km na wschód od miasta Penzance i 403 km na południowy zachód od Londynu.